# Sportchef
Sportchef eller sportdirektör är en befattning inom en idrottsförening som ofta omfattar ansvar för att sätta samman laget och ledare. Sportchef kan även avse en person inom dagspress och övrig media som ansvarar för sportbevakning.

## Sportchefer i svensk idrott
Rollens innehåll kan variera. I större svenska elitföreningar inom ishockey och fotboll är sportchefen ofta heltidsanställd med enbart fokus på representationslagets tävlingsverksamhet. Det förekommer dock kombinationer där sportchefen även kan vara tränare eller arbeta deltid med marknadsföring, försäljning av reklam eller på annat sätt dra in pengar till föreningen. Vissa sportchefer kan ha ansvar för såväl dam- som herrlag, för a-lag och juniorer, eller för hela ungdomsverksamheten. I mindre klubbar sker ofta sportchefsarbetet på ideell basis där titeln som ordförande/sammankallande i fotboll-/herrsektion har funktionen som sportchef. 
Vanliga uppgifter för sportchefen är att förhandla kontrakt med nya eller befintliga spelare och ledare och leta ersättare för spelare som lämnar. För att hitta spelare kan sportchefen använda sitt kontaktnät, ha anställda talangscouter eller förlita sig på att kontaktas av intresserade spelares agenter. 
Sportchefer kan ha varierande bakgrund. Det vanligaste är att de är före detta spelare eller tränare på hög nivå men det finns duktiga sportchefer som inte varit särskilt framträdande som utövare själva.

## Sportchefer i andra länder
Utomlands finns också sportchefsrollen. Vanliga titlar är General Manager, Team Manager, Sportdirektör (exempelvis inom cykelsport) och liknande. Beroende på sport, land och liga är variationen mellan rollen och tillgängliga resurser stor. I Nederländerna används "bobo" (bondsbestuurder), vanligtvis i kritiska sammanhang.
En skillnad mellan amerikansk och europeisk professionell sport är det amerikanska systemet med spelardraft där spelare, som inte står under kontroll av något av lagen i en liga, väljs enligt strukturerade och ibland komplicerade regler. I exempelvis den amerikanska hockeyligan NHL kan varje lag varje säsong välja bland alla tillgängliga spelare i hela världen och få rättigheterna gentemot varandra. Det lag som var sämst förra året får välja först och det som var bäst får välja sist i ett antal omgångar. I ett draft-system blir därför behovet av talangscouter större än i Europa där spelare i stort sett kan gå fritt mellan lagen när de inte är kontraktsbundna vilket gör att storklubbarna kan vänta till spelare är färdigutvecklade innan de gör en värvning. En duktig sportchef lyckas hitta spelare som passar in i laget, får rum i lagets budget och har ett antal alternativ i reserv. 